# Tetuán (Navarro)
Tetuán es un lugar que pertenece a la parroquia de Valliniello en el concejo de Avilés (Principado de Asturias). Se encuentra a 66 m s. n. m. y está situada a 3,40 km de la capital del concejo, Avilés. 

## Población
En 2020 contaba con una población de 59 habitantes (INE 2020) y 40 viviendas.